# Maryann DeLeo
Maryann DeLeo é uma cineasta estadunidense. Foi indicado ao Oscar de melhor documentário de curta-metragem na edição de 2004 pela realização da obra Chernobyl Heart.

## Filmografia
- Chernobyl Heart (2003)
- Independent Lens (2005)
- White Horse (2008)